# Procellosaurinus
Procellosaurinus is een geslacht van hagedissen uit de familie Gymnophthalmidae.
De groep werd voor het eerst wetenschappelijk beschreven door Miguel Trefaut Rodrigues in 1991. Er zijn twee soorten die voorkomen in delen van Zuid-Amerika en endemisch leven in Brazilië.

## Soortenlijst
| Soorten uit het geslacht Procellosaurinus | Soorten uit het geslacht Procellosaurinus | Soorten uit het geslacht Procellosaurinus |
| ----------------------------------------- | ----------------------------------------- | ----------------------------------------- |
| Naam                                      | Auteur                                    | Verspreidingsgebied                       |
| Procellosaurinus erythrocercus            | Rodrigues, 1991                           | Brazilië (Bahia, Piaui)                   |
| Procellosaurinus tetradactylus            | Rodrigues, 1991                           | Brazilië (Bahia)                          |